# Una mattina
Ne doit pas être confondu avec Unomattina.
Albums de Ludovico Einaudi
La Scala: Concert 03 03 03
(2003) Sotto falso nome
(2004)
Una mattina est un album du compositeur et pianiste italien Ludovico Einaudi, enregistré en 2004.

## Pour piano et violoncelle
13 pièces, dont 10 pour piano solo et 3 pour piano et violoncelle (3, 5 et 9) avec Ludovico Einaudi au piano et Marco Decimo au violoncelle. 
Première représentation et enregistrement à Milan, au Piccolo Teatro, en juin 2004,.
Pour le critique James Manheim, Una mattina est une bonne introduction au style d'Einaudi, avec une approche minimaliste et méditative qui est de facture originale tout en demeurant cantonné au domaine de la musique d'ambiance.
Le morceau Una mattina sert notamment comme thème du film Intouchables, qui reprend plusieurs morceaux d'Einaudi.

## Pistes
1. Una mattina – (3.23)
2. Ora – (7.53)
3. Resta con me – (4.55)
4. Leo – (5.09)
5. A fuoco – (4.30)
6. Dolce droga – (3.37)
7. Dietro casa – (3.49)
8. Come un fiore – (4.21)
9. DNA – (3.40)
10. Nuvole nere – (4.59)
11. Questa volta – (4.32)
12. Nuvole Bianche – (5.57)
13. Ancora – (12.09)